# 鉄拳娘
『鉄拳娘』（てっけんむすめ、The Guttersnipe）は、ダラス・M・フィッツジェラルドが監督し、 ウォーレス・C・クリフトンが脚本を書いて、1922年に制作されたアメリカ合衆国の恋愛映画。この映画には、グラディス・ウォルトン、ウォルター・ペリー (Walter Perry)、ケイト・プライス、ジャック・ペリン、シドニー・フランクリン、カーメン・フィリップスが出演した。本作は、1922年1月30日に、ユニバーサル・フィルム・マニュファクチャリング・カンパニーによって公開された。

## あらすじ
ニューヨークでデパートの売り子として働くメイジーは、恋愛に憧れている。あるとき、路上で喧嘩沙汰に巻き込まれていた立派な身なりの若い男トムを助け、知り合う。彼は、彼女が愛読する雑誌の連載小説の主人公にそっくりだった。...

## キャスト
- グラディス・ウォルトン - Mazie O'Day
- ウォルター・ペリー - Dennis O'Day
- ケイト・プライス - Mrs. O'Day
- ジャック・ペリン - Tom Gilroy
- シドニー・フランクリン - Sam Rosen
- カーメン・フィリップス - Lady Clarissa
- エドワード・セシル (Edward Cecil) - Lord Bart
- ヒュー・サクソン (Hugh Saxon) - Angus
- シーモア・ゼリフ (Seymour Zeliff) - Red Galvin
- ジノ・コラド（英語版） - Clarence Phillips
- ロレーン・ウェイラー (Lorraine Weiler) - Sally
- クリスチャン・J・フランク（英語版） - Gregory